# Fanfulla (quotidiano brasiliano)
Il Fanfulla, noto anche come Gazzetta del Popolo, La Settimana e La Settimana del Fanfulla, è stato un periodico italo-brasiliano edito a San Paolo dal 1893 al 2014 con varie interruzioni e variazioni nella frequenza.

## Storia
Il giornale fu fondato il 17 giugno 1893 da Vitaliano Rotellini, immigrato italiano a San Paolo, venendo concepito come organo d'informazione della comunità italo-brasiliana della città, tanto da divenir noto in portoghese come "jornal dos italianos", ovvero "giornale degli italiani". Il nome fu un omaggio al condottiero italiano Fanfulla da Lodi, similmente ad altri periodici italo-brasiliani come il Fieramosca (richiamo a Ettore Fieramosca). Pubblicato inizialmente come settimanale domenicale, divenne già bisettimanale nel mese di settembre, subito dopo trisettimanale e infine quotidiano a partire dal 1894. Tra il 1899 e il 1900 mutò il nome in Gazzetta del Popolo, tornando poi alla denominazione originale.
Contrariamente a molti effimeri concorrenti, il giornale riuscì a coniugare varie rubriche, romanzi d'appendice e inserti pubblicitari, trattando notizie e tematiche riguardanti il Brasile, il resto dell'America meridionale e l'Italia, grazie a numerosi corrispondenti. L'orientamento politico era di tipo anticlericale e repubblicano, vicino al radicalismo borghese e con evidenti simpatie per il movimento operaio; il Fanfulla seppe anche coniugare un acceso nazionalismo italiano con una promozione della concordia con la società brasiliana.
Nel 1910 Rotellini vendette metà della proprietà del giornale al collega e connazionale Angelo Poci. A partire da quest'anno il periodico, pur non mutando particolarmente il suo orientamento politico, adottò toni più pacati, avvicinandosi all'élite italo-brasiliana e alle rappresentanze diplomatiche. La tiratura giornaliera fu attestata nel 1910 a circa 15000 copie, rispetto alle 20000 del principale quotidiano della città, O Estado de S. Paulo, segnando poi un record assoluto nel 1934 con 40000 copie.
A partire dal 1941 iniziò la pubblicazione in lingua portoghese per ottemperare ai requisiti legali per i periodici in Brasile ma dovette cessare l'attività tra il 1942 e il 1947 in seguito all'entrata in guerra del Brasile nella campagna d'Italia durante la seconda guerra mondiale. Con la ripresa dell'attività il periodico rimase un quotidiano fino al 1966, anno in cui divenne un settimanale e assunse il titolo di La Settimana, poi mutato in La Settimana del Fanfulla nel 1979 fino al ritorno nel 2001 al titolo originale di Fanfulla. Nel 2011 è divenuto un quindicinale. A partire dal 2014 il giornale è stato pubblicato esclusivamente online.
Tra i suoi direttori, oltre allo stesso Rotellini, si avvicendarono: Gaetano Cristaldi, Luigi Vincenzo Giovannetti e Arturo Profili.
Nel 2022 le edizioni comprese tra il 17 settembre 1893 e il 31 dicembre 1949 sono state digitalizzate dal Centro di documentazione e memoria dell'Università statale di San Paolo "Júlio de Mesquita Filho".